# Lars Berger
Lars Berger (* 1. května 1979, Levanger, Norsko) je bývalý norský biatlonista a zároveň reprezentant v běhu na lyžích. Jeho sestrou je norská olympijská vítězka a několikanásobná mistryně světa v biatlonu Tora Bergerová. V roce 1985 se přestěhoval s rodiči do Lesja, Oppland, kde začal v šesti letech běhat na lyžích. V roce 1991 se začal naplno věnovat biatlonu.
K norskému národnímu biatlonovému týmu se přidal v roce 2001. V roce 2004 na Mistrovství světa v biatlonu v Oberhofu, Německo, získal stříbrnou medaili v závodě na 15 km s hromadným startem a stříbrný byl také ve štafetovém závodě mužů na 4x7,5km. V témže roce skončil Lars Berger na pátém místě v celkovém hodnocení Světového poháru a mimo jiné získal několik zlatých medailí na Norském mistrovství v biatlonu. Na Mistrovství světa v biatlonu v Antholtz – Anterselva, Itálie, v roce 2007 získal ve štafetovém závodě mužů stříbrnou medaili. Po několika nevydařených závodech v následující sezóně, které byly zapříčiněny především nepřesnou střelbou, byl Lars Berger odsunut z předních míst norského národního týmu. Ale i přesto, byl v tomto období na druhém místě na Mistrovství světa v biatlonu v Pchjongčchangu, Jižní Korea, v roce 2009 ve sprintu a přispěl také ke zlaté medaili ve štafetovém závodě.
Lars Berger je považován za nejrychlejšího biatlonistu této doby, ale jeho nepřesná střelba mu brání k dosažení dlouhodobějších kvalitních výkonů.[zdroj⁠?!]
Od roku 2002 se Lars Berger účastnil závodů v běhu na lyžích. Vyhrál závod na 30 km a štafetový závod na Norském mistrovství v klasickém lyžování v roce 2003 v Molden, Norsko. V roce 2005 na FIS Mistrovství světa v lyžování v Oberstdorfu, Německo, a na témže závodě skončil 4 v závodě na 15 km. Berger vyhrál zlatou medaili v závodě na 15 km na Mistrovství světa v severském lyžování v Sapporu v roce 2007. V tomto závodě využil Berger velmi rychle měnící se povětrnostní podmínky, které ovlivnily jeho největší konkurenty.[zdroj⁠?!]
Lars Berger je prvním sportovcem, který vyhrál medaili na mistrovství světa v biatlonu a severském lyžování ve stejném roce. Je také jediným sportovcem, který vyhrál zlato ve štafetovém závodě na obou světových šampionátech (v klasickém lyžování v roce 2005, 2007, a v biatlonu v roce 2009).
V roce 2014 vyhrál zlatou medaili v klasickém závodě na 15 km, na vojenském mistrovství světa v Sodankylä, Finsko.
Dne 27. dubna 2015 oznámil konec své sportovní kariéry. Řekl: Že je to z důvodu chronického poranění kolene.